# Stadio Al-Dhafra
Lo stadio Al-Dhafra, noto anche come stadio Hamdan bin Zayed Al Nahyan, è uno stadio, usato esclusivamente per le partite di calcio, che si trova a Madinat Zayed, città dell'emirato di Abu Dhabi.
Lo stadio può ospitare fino a 12 000 posti a sedere; non è dotato di pista d'atletica intorno al campo e solo la tribuna centrale è coperta.